# Castelo de Dumbarton

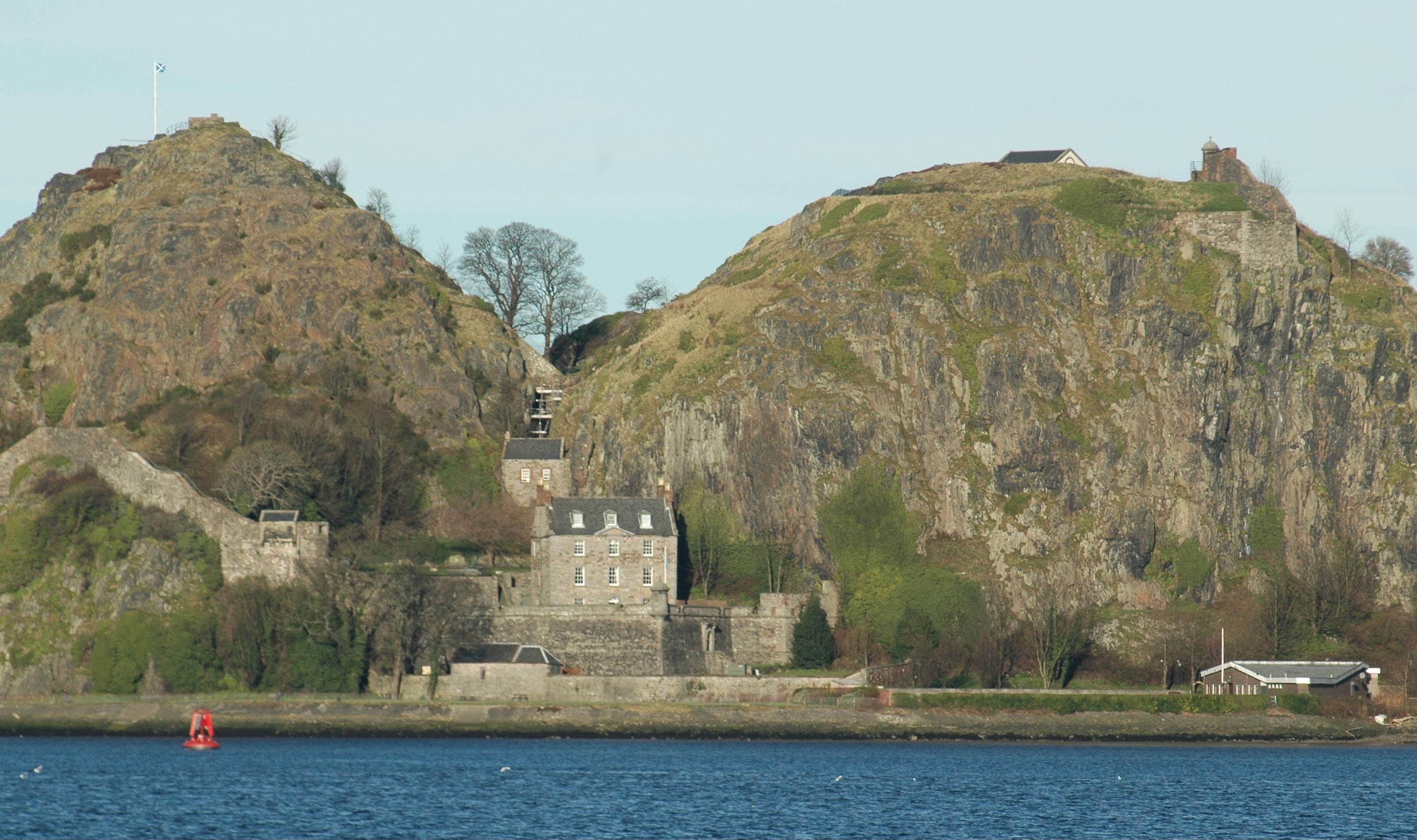
Castelo de Dumbarton, Escócia.

O Castelo de Dumbarton localiza-se na cidade de Dumbarton, West Dunbartonshire, na Escócia.
David Nash Ford propôs que Dumbarton fosse o Cair Brithon ("Forte dos Britânicos") listado por Nennius entre as 28 cidades da Grã-Bretanha sub-romana. Dumbarton foi o centro do antigo reino de Strathclyde, que perdurou do século V até 1018.
O castelo ergue-se no topo de um rochedo vulcânico, em posição dominante sobre o estuário do rio Clyde, tendo se constituído num importante refúgio real.
O Castelo de Dumbarton é propriedade do estado e é legalmente protegida pelo governo escocês como um monumento antigo, para conservá-la para as gerações futuras. Atividades como escalada são proibidas; qualquer alteração ou dano causado é considerado crime.